# ミニチュア・ブル・テリア
ミニチュア・ブル・テリア（英：Miniture Bull Terrier）は、イギリスのイングランド原産のネズミ狩り用の犬種である。ミニ・ブル（英：Mini Bull）の愛称でも親しまれていて、日本でも人気がある。

## 歴史
その名の通りブルテリアを19世紀に小型化して作られた犬種である。小型化の理由はペット用として飼育するためではなく、ギャンブルが絡んだ闘犬やネズミ狩りゲームに使う大穴にするためであった。そのため、作出当初はもともとのブルテリアの獰猛な性格を残したままサイズを縮小したため扱いにくく、極端な小型化のせいで虚弱になってしまい、一時人気が落ちで絶滅寸前まで追いやられてしまった時期もあった。しかし、愛好家の手によってサイズの規制を緩和されたり、凶暴な性格を取り除く改善が行われて犬質が向上し、ペットとして生まれ変わって世界中で人気のある犬種になった。日本でも毎年登録されていて、根強い人気を持っている。

## 特徴
ブルテリアと容姿は同じだが、それよりもやや大人しく賢く人懐こい。立ち耳・垂れ尾で首が太く頭はたまご型で目はアーモンド形である。ショートコートで毛色はホワイトもしくはホワイト地に有色の斑。体高25〜36cm、体重7〜15kgの中型犬。
しかし、残念ながら日本では体高が36cmを上回る個体が多い。
筋肉量は全犬種の中で最も多く、全犬種の体重を一律に揃えたら、顎の力も一番強い。
遺伝的に水晶体脱臼による失明が起こりやすい。水晶体脱臼は選択交配で簡単に回避出来るため、子犬を迎える際はブリーダーに親犬のDNA検査結果を求めるのが賢明である。
国や地域に寄っては、危険犬種として登録されており、興奮しやすく力も強いが、きちんとした管理としつけや闘犬種の飼育経験があれば飼育はそれほど難しくはない。
皮膚が弱くアトピー性皮膚炎などの皮膚疾患を患う個体が多いのも特徴。

## 参考
- 『犬のカタログ2004』（学研）中島眞理 監督・写真
- 『日本と世界の愛犬図鑑2007』（辰巳出版）佐草一優監修
- 『デズモンド・モリスの犬種事典』（誠文堂新光社）デズモンド・モリス著書、福山英也、大木卓訳 誠文堂新光社、2007年